# Río Manflas
Río Manflas är ett vattendrag i Chile.   Det ligger i regionen Región de Atacama, i den centrala delen av landet, 600 km norr om huvudstaden Santiago de Chile.
Omgivningen kring Río Manflas är ofruktbar med liten eller ingen växtlighet. Området är nästan obefolkat, med mindre än två invånare per kvadratkilometer.